# Australische Badmintonmeisterschaft 2022
Die Australische Badmintonmeisterschaft 2022 fand vom 13. bis zum 15. April 2022 in Eaglehawk statt. 

## Sieger und Platzierte
| Disziplin    | Gold                                 | Silber                                     | Bronze                                  |
| ------------ | ------------------------------------ | ------------------------------------------ | --------------------------------------- |
| Herreneinzel | Jacob Schueler                       | Gavin Michael Ong                          | Nathan Tang                             |
| Herreneinzel | Jacob Schueler                       | Gavin Michael Ong                          | Chan Jie Ying                           |
| Dameneinzel  | Wendy Chen                           | Tiffany Ho                                 | Kaitlyn Ea                              |
| Dameneinzel  | Wendy Chen                           | Tiffany Ho                                 | Louisa Ma                               |
| Herrendoppel | Rizky Hidayat Ismail Tran Hoang Pham | Kenneth Choo Lim Ming Chuen                | Lin Yingxiang Teoh Kai Chen             |
| Herrendoppel | Rizky Hidayat Ismail Tran Hoang Pham | Kenneth Choo Lim Ming Chuen                | Julian Lee Milain Lohith Ranasinghe     |
| Damendoppel  | Kaitlyn Ea Gronya Somerville         | Joyce Choong Sylvinna Kurniawan            | Dian Permata Sari Citra Putri Sari Dewi |
| Damendoppel  | Kaitlyn Ea Gronya Somerville         | Joyce Choong Sylvinna Kurniawan            | Majan Almazan Angela Yu                 |
| Mixed        | Kenneth Choo Gronya Somerville       | Rizky Hidayat Ismail Citra Putri Sari Dewi | Rayne Wang Khoo Lee Yen                 |
| Mixed        | Kenneth Choo Gronya Somerville       | Rizky Hidayat Ismail Citra Putri Sari Dewi | Ashwant Gobinathan Kaitlyn Ea           |